# Festival di Cannes 2006
La 59ª edizione del Festival di Cannes si è svolta a Cannes dal 16 al 28 maggio 2006.
Il festival si è aperto con la proiezione di Il codice da Vinci di Ron Howard e si è chiuso con quella di Transylvania di Tony Gatlif.
La giuria presieduta dal regista cinese Wong Kar-wai ha assegnato la Palma d'oro per il miglior film a Il vento che accarezza l'erba di Ken Loach.

## Selezione ufficiale

### Concorso
- Volver, regia di Pedro Almodóvar (Spagna)
- Red Road, regia di Andrea Arnold (Gran Bretagna)
- La raison du plus faible, regia di Lucas Belvaux (Belgio)
- Days of Glory (Indigènes), regia di Rachid Bouchareb (Francia/Marocco/Algeria/Belgio)
- Cronaca di una fuga - Buenos Aires 1977 (Cronica de una fuga), regia di Israel Adrián Caetano (Argentina)
- Il piacere e l'amore (Iklimler), regia di Nuri Bilge Ceylan (Turchia/Francia)
- Marie Antoinette, regia di Sofia Coppola (USA)
- Juventude em marcha, regia di Pedro Costa (Portogallo)
- Il labirinto del fauno (El laberinto del fauno), regia di Guillermo del Toro (Spagna/Messico)
- Flandres, regia di Bruno Dumont (Francia)
- Quello che gli uomini non dicono (Selon Charlie), regia di Nicole Garcia (Francia)
- Quand j'étais chanteur, regia di Xavier Giannoli (Francia)
- Babel, regia di Alejandro González Iñárritu (USA/Messico)
- Le luci della sera (Laitakapungin valot), regia di Aki Kaurismäki (Finlandia)
- Southland Tales, regia di Richard Kelly (USA)
- Fast Food Nation, regia di Richard Linklater (USA)
- Il vento che accarezza l'erba (The Wind That Shakes the Barley), regia di Ken Loach (Gran Bretagna)
- Yihe yuan, regia di Lou Ye (Cina)
- Il caimano, regia di Nanni Moretti (Italia)
- L'amico di famiglia, regia di Paolo Sorrentino (Italia)

### Fuori concorso
- Volevo solo vivere, regia di Mimmo Calopresti (Italia)
- The Water Diary, regia di Jane Campion (Francia)
- Boffo! Tinseltown's Bombs and Blockbusters, regia di Bill Couturie (USA)
- Avida, regia di Benoît Delépine e Gustave Kervern (Francia)
- The House Is Burning, regia di Holger Ernst (Germania)
- Requiem for Billy The Kid, regia di Anne Feinsilber (Francia)
- Nouvelle chance, regia di Anne Fontaine (Francia)
- Transylvania, regia di Tony Gatlif (Francia)
- Zidane - Un ritratto del XXI secolo (Zidane, un portrait du XXI Siècle), regia di Douglas Gordon e Philippe Parreno (Francia)
- Les signes, regia di Eugène Green (Francia)
- United 93, regia di Paul Greengrass (USA)
- Una scomoda verità (An Inconvenient Truth), regia di Davis Guggenheim (USA)
- Chlopiec Na Galopujacym Koniu, regia di Adam Guzinski (Polonia)
- Il codice da Vinci (The Da Vinci Code), regia di Ron Howard (USA)
- La gang del bosco (Over The Hedge), regia di Tim Johnson e Karey Kirkpatrick (USA)
- Ici Najac, à vous la Terre, regia di Jean-Henri Meunier (Francia)
- Shortbus - Dove tutto è permesso (Shortbus), regia di John Cameron Mitchell (USA)
- Sida, regia di Gaspar Noé (Francia)
- Un lever de rideau, regia di François Ozon (Francia)
- Frank Gehry - Creatore di sogni (Sketches of Frank Gehry), regia di Sydney Pollack (USA)
- El-Banate Dol, regia di Tahani Rached (Egitto)
- X-Men - Conflitto finale (X-Men: The Last Stand), regia di Brett Ratner (USA)
- Bamako, regia di Abderrahmane Sissako (Francia/Mali/USA)
- Clerks II, regia di Kevin Smith (USA)
- Gui si, regia di Chao-Pin Su (Taiwan)
- Election 2, regia di Johnnie To (Hong Kong)
- Chambre 666, regia di Wim Wenders (Germania)

### Un Certain Regard
- Bled Number One, regia di Rabah Ameur-Zaïmeche (Algeria/Francia)
- Il regista di matrimoni, regia di Marco Bellocchio (Italia)
- 10 canoe (Ten Canoes), regia di Rolf De Heer (Australia)
- La voltapagine (La tourneuse de pages), regia di Denis Dercourt (Francia)
- Hamaca Paraguaya, regia di Paz Encina (Francia/Argentina/Paesi Bassi/Paraguay)
- Z Odzysku, regia di Slawomir Fabicki (Polonia)
- Uro, regia di Stefan Faldbakken (Norvegia)
- La Californie, regia di Jacques Fieschi (Francia)
- Suburban Mayhem, regia di Paul Goldman (Australia)
- Salvador - 26 anni contro (Salvador Puig Antich), regia di Manuel Huerga (Spagna)
- 977, regia di Nikolay Khomeriki (Russia)
- A Scanner Darkly - Un oscuro scrutare (A Scanner Darkly), regia di Richard Linklater (USA)
- Serambi, regia di Lianto Luseno, Viva Westi, Tonny Trimarsanto e Garin Nugroho (Indonesia)
- Cum mi-am petrecut sfârşitul lumii, regia di Catalin Mitulescu (Romania/Francia)
- Taxidermia, regia di György Pálfi (Ungheria)
- Gwaï wik, regia di Danny e Oxide Pang (Hong Kong/Thailandia)
- Meurtrières, regia di Grandperret Patrick (Francia)
- Paris, je t'aime, regia di Bruno Podalydes, Tom Tykwer, Olivier Assayas, Alfonso Cuarón, Sylvain Chomet, Joel Coen, Nobuhiro Suwa, Isabel Coixet, Christopher Doyle, Daniela Thomas, Walter Salles, Gus Van Sant, Gurinder Chadha, Ethan Coen, Oliver Schmitz, Richard Lagravenese, Vincenzo Natali, Wes Craven, Frédéric Auburtin, Gérard Depardieu e Alexander Payne (Francia)
- Two Thirty 7, regia di Murali K. Thalluri (Australia)
- Bihisht Faqat Baroi Murdagon, regia di Djamshed Usmonov (Francia/Germania/Svizzera/Russia)
- El violín, regia di Francisco Vargas Quevedo (Messico)
- You Am I, regia di Kristijonas Vildziunas (Lituania/Germania)
- Jiang cheng xia ri, regia di Chao Wang (Cina/Francia)
- The Unforgiven (Yongseobadji mothan ja), regia di Jong-Bin Yoon (Corea del Sud)

## bSettimana internazionale della critica

### Lungometraggi
- Les amitiés maléfiques, regia di Emmanuel Bourdieu (Francia)
- Komma, regia di Martine Doyen (Belgio)
- Friss Levegö, regia di Ágnes Kocsis (Ungheria)
- Den brysomme mannen, regia di Jens Lien (Norvegia)
- Pingpong, regia di Matthias Luthardt (Germania)
- Sonhos de peixe, regia di Kirill Mikhanovsky (Brasile/Russia/USA)
- Drama/Mex, regia di Gerardo Naranjo (Messico)

### Proiezioni speciali
- Destricted, regia di Marina Abramović, Matthew Barney, Marco Brambilla, Larry Clark, Gaspar Noé, Richard Prince e Sam Taylor-Wood (USA/Gran Bretagna)
- I psihi sto stoma, regia di Yannis Economidis (Grecia)
- Nocturnes pour le roi de Rome, regia di Jean-Charles Fitoussi (Francia)
- Kigali, des images contre un massacre, regia di Jean-Christophe Klotz (Francia)
- Une équipe de rêve, regia di René Letzgus (Francia)
- Slipp Jimmy fri, regia di Christopher Nielsen (Gran Bretagna/Norvegia)
- Look Both Ways, regia di Sarah Watt (Australia) - rivelazione dell'anno FIPRESCI

## Quinzaine des Réalisateurs
- Daft Punk's Electroma, regia di Thomas Bangalter e Guy-Manuel De Homen-Christo (USA)
- Lying, regia di M. Blash (USA)
- The Host, regia di Bong Joon-ho (Corea del Sud)
- Les anges exterminateurs, regia di Jean-Claude Brisseau (Francia)
- Congorama, regia di Philippe Falardeau (Canada/Belgio/Francia)
- Bug - La paranoia è contagiosa (Bug), regia di William Friedkin (USA)
- The Hawk is Dying, regia di Julian Goldberger (USA)
- On ne devrait pas exister, regia di Hervé Pierre Gustave (Francia)
- Fehér tenyér, regia di Szabolcs Hajdu (Ungheria)
- Dans Paris, regia di Christophe Honoré (Francia)
- Sommer 04 an der Schlei, regia di Stefan Krohmer (Germania)
- Jindabyne, regia di Ray Lawrence (Australia)
- Day Night Day Night, regia di Julia Loktev (USA/Germania)
- Princess, regia di Anders Morgenthaler (Danimarca/Germania)
- Cambio di indirizzo (Changement d'adresse), regia di Emmanuel Mouret (Francia)
- Yureru, regia di Miwa Nishikawa (Giappone)
- Azur e Asmar (Azur et Asmar), regia di Michel Ocelot (Francia)
- A Est di Bucarest (A Fost sau n-a fost?), regia di Corneliu Porumboiu (Romania)
- Anche libero va bene, regia di Kim Rossi Stuart (Italia)
- Honor de cavalleria, regia di Albert Serra (Spagna)
- Ça brûle, regia di Claire Simon (Francia/Svizzera)
- Transe, regia di Teresa Villaverde (Portogallo)

### Proiezioni speciali
- Fantasma, regia di Lisandro Alonso (Argentina)
- Melvil, regia di Melvil Popupaud (Francia)
- Mala noche, regia di Gus Van Sant (USA)

## Giurie

### Concorso
- Wong Kar-wai, regista (Cina) - presidente
- Monica Bellucci, attrice (Italia)
- Helena Bonham Carter, attrice (Gran Bretagna)
- Samuel L. Jackson, attore (USA)
- Patrice Leconte, regista (Francia)
- Lucrecia Martel, regista (Argentina)
- Tim Roth, regista (Gran Bretagna)
- Elia Suleiman, regista (Israele)
- Zhang Ziyi, attrice (Cina)

### Cinéfondation e cortometraggi
- Andrei Konchalovsky, regista (Russia) - presidente
- Sandrine Bonnaire, attrice (Francia)
- Daniel Brühl, attore (Germania)
- Tim Burton, regista (USA)
- Souleymane Cissé, regista (Mali)
- Zbigniew Preisner, compositore (Polonia)

### Un Certain Regard
- Monte Hellman, regista (USA) - presidente
- Lars-Olav Beier (Germania)
- Maurizio Cabona (Italia)
- Jean-Pierre Lavoignat (Francia)
- Marjane Satrapi, scrittrice e regista (Iran)
- Laura Winters (USA)

### Camera d'or
- Jean-Pierre Dardenne e Luc Dardenne, registi (Belgio) - presidenti
- Natacha Laurent (Francia)
- Frédéric Maire (Svizzera)
- Luiz Carlos Merten (Brasile)
- Jean-Pierre Neyrac (Francia)
- Alain Riou (Francia)
- Jean-Paul Salome, regista (Francia)
- Jean Louis Vialard, direttore della fotografia (Francia)

## Palmarès
- Palma d'oro: Il vento che accarezza l'erba (The Wind That Shakes the Barley), regia di Ken Loach (Gran Bretagna)
- Grand Prix Speciale della Giuria: Flandres, regia di Bruno Dumont (Francia)
- Prix d'interprétation féminine: Penélope Cruz, Carmen Maura, Lola Dueñas, Chus Lampreave, Yohana Cobo e Blanca Portillo - Volver, regia di Pedro Almodóvar (Spagna)
- Prix d'interprétation masculine: Jamel Debbouze, Samy Naceri, Sami Bouajila, Roschdy Zem e Bernard Blancan - Days of Glory (Indigènes), regia di Rachid Bouchareb (Francia/Marocco/Algeria/Belgio)
- Prix de la mise en scène: Alejandro González Iñárritu - Babel (USA/Messico)
- Prix du scénario: Pedro Almodóvar - Volver, regia di Pedro Almodóvar (Spagna)
- Premio della giuria: Red Road, regia di Andrea Arnold (Gran Bretagna)
- Caméra d'or: A Est di Bucarest (A Fost sau n-a fost?), regia di Corneliu Porumboiu (Romania)
- Premio Un Certain Regard: Jiang cheng xia ri, regia di Chao Wang (Cina/Francia)
- Premio speciale della Giuria Un Certain Regard: 10 canoe (Ten Canoes), regia di Rolf De Heer (Australia)
- Premio per l'interpretazione femminile Un Certain Regard: Dorotheea Petre - Cum mi-am petrecut sfârşitul lumii, regia di Catalin Mitulescu (Romania/Francia)
- Premio per l'interpretazione maschile Un Certain Regard: Don Angel Tavira - El violín, regia di Francisco Vargas Quevedo (Messico)
- Premio del Presidente della Giuria Un Certain Regard: Meurtrières, regia di Grandperret Patrick (Francia)
- Gran Premio Settimana internazionale della critica: Les amitiés maléfiques, regia di Emmanuel Bourdieu (Francia)
- Premio FIPRESCI : Bug - La paranoia è contagiosa di William Friedkin (USA)

## Giudizi della stampa italiana
La 59ª edizione del Festival di Cannes si è chiusa con un palmarès a sorpresa, almeno riguardo al premio maggiore, che ha disatteso i pronostici. «Un risultato inaspettato per tutti. Per gli addetti ai lavori, per i critici, per i giornalisti e anche per Ken Loach
», il regista britannico non era neppure contemplato nelle rose dei favoriti, «dimenticato dal popolo del festival (...) archiviato in fretta come "il solito Loach"».
Avrebbe dovuto essere la consacrazione di Pedro Almodóvar, il grande favorito, che aveva la Palma fra le mani «sin da prima che il festival iniziasse», invece il regista spagnolo con Volver, apprezzato sia dal pubblico che dalla critica, è stato nuovamente beffato come nel 1999, quando con Tutto su mia madre si dovette accontentare del premio alla regia, mentre la Palma andò a Rosetta dei fratelli Dardenne e il Gran Prix a L'umanità di Bruno Dumont. Secondo Fabio Ferzetti (Il Messaggero) «è addirittura oltraggioso negare ancora una volta l'oro al povero Almodovar, "colpevole" forse di avere già troppo successo».
Si è trattato comunque di un palmarès assegnato all'unanimità, sul quale il presidente della giuria Wong Kar-wai si è così espresso: «Abbiamo scelto con il cuore, sempre. E il film di Ken Loach, visto nei primi giorni, si è piantato in modo indelebile nella nostra memoria, nei nostri pensieri di dolore per la storia da esso raccontata».
Tullio Kezich (Corriere della Sera), pur dispiacendosi per la sconfitta di Almodovar e del suo «bellissimo film», sottolinea in positivo di un «verdetto ovviamente discutibile ma certo ragionato» i premi collettivi per le interpretazioni femminili e maschili, volti a «valorizzare il lavoro di gruppo al di là delle persone singole».
Lietta Tornabuoni (La Stampa) definisce il verdetto «sin troppo equilibrato e ragionevole», ma il Festival «molto modesto, almeno per quanto riguarda i film in concorso».
Giudizio negativo da parte di Emanuela Martini (Film TV) su un «Festival medio, per non dire mediocre, dove quelle che sulla carta potevano apparire scommesse coraggiose si rivelano invece più o meno dignitosi ripieghi», con una selezione ufficiale piena di «film inutili e deludenti». Gli unici film degni della Palma d'oro erano Babel, Marie Antoinette, Il caimano e Volver.
Per Sergio Di Lino di CinemAvvenire.it, «la Palma d'Oro a The Wind That Shakes the Barley è tutt'altro che scandalosa, e soprattutto molto più meritata del rimasticato Volvér (...) la giuria (...) nel premiare Ken Loach contro tutti i pronostici e le esortazioni più o meno veementi di tanta parte della stampa, ha avuto coraggio e dimostrato spirito d'indipendenza».